# Cass County (Texas)
Cass County je okres ve státě Texas v USA. K roku 2010 zde žilo 30 464 obyvatel. Správním městem okresu je Linden. Celková rozloha okresu činí 2 486 km².